# Ghiacciaio Dick
Il ghiacciaio Dick (in lingua inglese: Dick Glacier) è un ghiacciaio tributario antartico, lungo 13 km, che fluisce in direzione ovest
dal Monte Campbell e va a confluire nel Ghiacciaio Shackleton, poco a nord del Taylor Nunatak, nei Monti della Regina Maud, in Antartide.

## Storia
La denominazione è stata assegnata dall'Advisory Committee on Antarctic Names (US-ACAN) in onore del luogotenente Alan L. Dick, della U.S. Navy, membro della squadriglia VX-6 durante l'Operazione Deep Freeze del 1964.